# Purusia acreana
Purusia acreana är en skalbaggsart som beskrevs av Lane 1956. Purusia acreana ingår i släktet Purusia och familjen långhorningar. Inga underarter finns listade i Catalogue of Life.